# Фара-Джера-д’Адда
Фара-Джера-д’Адда (итал. Fara Gera d'Adda) — коммуна в Италии, находится в регионе Ломбардия, в провинции Бергамо.
Население составляет 7539 человек (2008), плотность населения составляет 754 чел./км². Занимает площадь 10 км². Почтовый индекс — 24045. Телефонный код — 0363.
Покровителем коммуны почитается святой Александр из Бергамо, празднование 26 августа.

## Демография
Динамика населения:

## Администрация коммуны
- Официальный сайт: https://web.archive.org/web/20170912205944/http://faradadda.it/